# Neszmély, Komárom-Esztergom
Neszmély  este un sat în districtul Tata, județul Komárom-Esztergom, Ungaria, având o populație de 1.395 de locuitori (2011). 

## Demografie
Componența etnică a satului Neszmély
     Maghiari (97,41%)
     Germani (1,09%)
     Necunoscut (1,17%)
     Români (0,33%)
     Alții (1,17%)
Componența confesională a satului Neszmély
     Romano-catolici (30,97%)
     Reformați (30,04%)
     Fără religie (10,9%)
     Necunoscută (26,67%)
     Alte religii (3,37%)
Conform recensământului din 2011, satul Neszmély avea 1.395 de locuitori. Din punct de vedere etnic, majoritatea locuitorilor (97,41%) erau maghiari, cu o minoritate de germani (1,09%). Apartenența etnică nu este cunoscută în cazul a 1,17% din locuitori. Nu există o religie majoritară, locuitorii fiind romano-catolici (30,97%), reformați (30,04%) și persoane fără religie (10,9%). Pentru 26,67% din locuitori nu este cunoscută apartenența confesională.